# 帕勒莫 (加利福尼亞州)
帕勒莫（英語：Palermo）是位於美國加利福尼亞州比尤特縣的一個人口普查指定地區。

## 地理
帕勒莫的座標為39°26′08″N 121°32′17″W / 39.43556°N 121.53806°W，而該地最高點為海拔高度59米（即194英尺）。

## 人口
根據2010年美國人口普查的數據，帕勒莫的面積為75.566平方千米，當中陸地面積為75.529平方千米，而水域面積為0.037平方千米。當地共有人口5382人，而人口密度為每平方千米71人。